# Sociedade Artística Phalanx

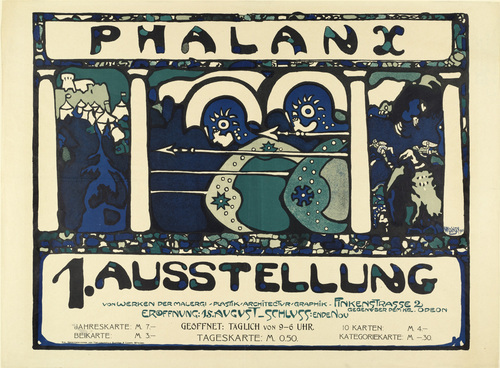
Cartaz anunciando a primeira exposição da Sociedade Artística Phalanx, litogravura datada de 1901.

Sociedade Artística Phalanx era uma associação de artistas formada em Munique no período de 1901 a 1904, que se opunha ao conservadorismo que predominava na arte no início do Século XX. Os artistas Wassily Kandinsky, Rolf Niczky, Waldemar Hecker e Wilhelm Hüsgen foram os fundadores do grupo.
A associação organizou doze exposições no curto período de sua existência, com a apresentação de obras de seus membros, e  a presença e as obras de Claude Monet, Jugendstil (Art Nouveau), e os artistas simbolistas e impressionistas: Paul Signac, Félix Vallotton e Henri de Toulouse-Lautrec.